# Hadrony egzotyczne
Hadrony egzotyczne – grupa hadronów, czyli cząstek oddziałujących silnie, które nie są mezonami złożonymi z pary kwark-antykwark, ani barionami złożonymi z trzech kwarków. W kilku eksperymentach prowadzonych na początku XXI wieku wychwycone zostały sygnały, które można przypisać istnieniu hadronów egzotycznych. Pierwszą cząstką tego rodzaju, której istnienie potwierdzono z wysokim poziomem prawdopodobieństwa, jest Z(4430), złożona z dwóch kwarków i dwóch antykwarków.

## Mezony egzotyczne
Do tej grupy zaliczane są hadrony egzotyczne o liczbie barionowej równej zero. Należą do nich rezonanse mezonowe, takie jak tetrakwark Z(4430). Także hipotetyczne kule gluonowe (ang. glueball), pozbawione kwarków walencyjnych, charakteryzują się zerową liczbą barionową. Możliwe są również twory złożone z kilku kwarków i wzbudzonych gluonów.
Cząstka Z(4430)- została zarejestrowana po raz pierwszy w 2007 roku, w eksperymencie Belle w Japonii; wstępne analizy wyników spotkały się ze sceptycyzmem, a nawet krytyką ze strony części środowiska naukowego. W kilka lat później eksperyment BaBar, zlokalizowany w Stanford Linear Accelerator Center, przyniósł więcej danych, jednak ani nie potwierdzając, ani nie zaprzeczając wynikom Belle Collaboration. Ostateczny dowód istnienia cząstki przyniosły analizy dziesiątków tysięcy rozpadów mezonów w eksperymencie LHCb w laboratorium CERN, dokonane przez zespół prof. Tomasza Skwarnickiego.
Zc(3900), o której istnieniu doniesiono w 2013 roku, jest prawdopodobnie inną cząstką tego rodzaju.
Cząstka Y(4140) odkryta w Fermilabie w 2009 jest inną cząstką, która może należeć do tej klasy.

## Bariony egzotyczne
Hadrony o niezerowej liczbie barionowej, posiadające inną liczbę kwarków (albo antykwarków) walencyjnych niż trzy, nazywane są barionami egzotycznymi. Pod względem składu mogą do nich przynależeć m.in. pentakwarki i dibariony.
W 2003 roku pojawiły się informacje o możliwym odkryciu pentakwarka Θ+. Bardziej precyzyjne dane zebrane w Jefferson Lab w 2004 roku nie potwierdziły jednak tego odkrycia. W 2014 roku Forschungszentrum Jülich uzyskało sygnał wskazujący na powstanie dibarionu d*, cząstki złożonej z sześciu kwarków, chociaż natura tego obiektu nie jest jasna - nie wiadomo czy jest to pojedyncza cząstka, czy też układ złożony z dwóch silnie oddziałujących hadronów.
W 2015 roku eksperyment LHCb wykazał z wysokim poziomem prawdopodobieństwa występowanie pentakwarków Pc, jako etapów pośrednich w rozpadach barionów pięknych.